# Microporina articulata
Microporina articulata är en mossdjursart som först beskrevs av Fabricius 1821.  Microporina articulata ingår i släktet Microporina och familjen Microporidae. Inga underarter finns listade i Catalogue of Life.